# Cheonnyeon ji-ae
Cheonnyeon ji-ae (천년지애?, lett. L'amore di migliaia di anni; titolo internazionale Thousand Years of Love, conosciuta anche come Love of Thousand Years o The Everlasting Love) è una serie televisiva sudcoreana trasmessa su SBS dal 22 marzo al 25 maggio 2003.

## Trama
Buyeoju è la bella principessa di Nambuyeo, amata da tutti e brava sia nelle arti, sia nello sport. Quando Nambuyeo cade per colpa della spia Geum-hwa, Buyeoju scappa insieme alla sua guardia del corpo, il generale Ari, del quale s'innamora. Il conquistatore dell'impero, il generale di Silla Kim Yoo-suk, è però determinato ad avere la principessa e, nel tentativo, uccide Ari, ma Buyeoju, piuttosto che arrendersi, decide di togliersi la vita e salta giù da una scogliera. Invece di morire, la principessa attraversa una distorsione temporale che la trasporta nel futuro, nella Corea del 2003. Qui Buyeoju incontra nuovamente i due uomini della sua vita, reincarnatisi nello stilista senza ambizione Kang In-chul e nel magnate giapponese Tatsuji Fujiwara. Quest'ultimo inizia a sentirsi attratto da Buyeoju, mentre la ragazza, pur temendo che la storia si ripeta, s'innamora di In-chul. Anche quest'ultimo, pur infastidito dall'iniziale ignoranza di Buyeoju, inizia a ricambiare i suoi sentimenti.

## Personaggi
- Principessa Buyeoju, interpretata da Sung Yu-ri
- Generale Ari/Kang In-chul, interpretato da So Ji-sub
- Generale Kim Yoo-suk/Tatsuji Fujiwara, interpretato da Kim Nam-jil
- Geum-hwa/Go Eun-bi, interpretata da Kim Sa-rang
- Amico di Kang In-chul, interpretato da Lee Sun-kyun
- Kim Chun-chu, interpretato da Lee Ki-young
- Chae Yeo-sa, interpretata da Lee Mi-young
- Go Bong-soo, interpretato da Park Chil-yong
- Dottor Uhm, interpretato da Im Chae-moo
- Kim Soon-ja, interpretato da Kwon Ki-sun
- Jeong, interpretato da Jeong Jun-ha
- Governante di Tatsuji, interpretata da Yang Taek-jo
- Yeo-rang, interpretata da Kim Tae-yeon
- Pil-ga, interpretato da Lee Sun-kyun
- Sook-hee, interpretata da Han Tae-yoon

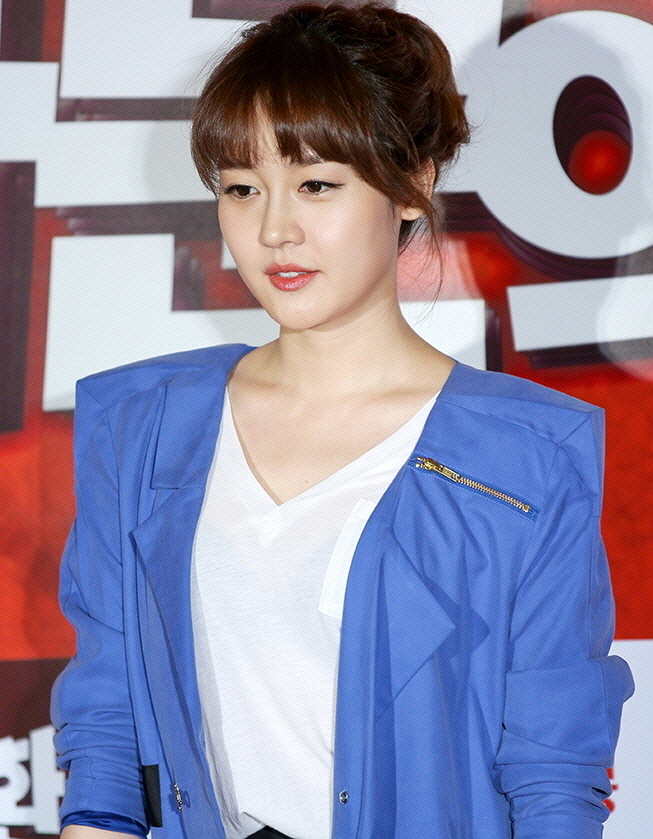
Sung Yu-ri interpreta la principessa Buyeoju.
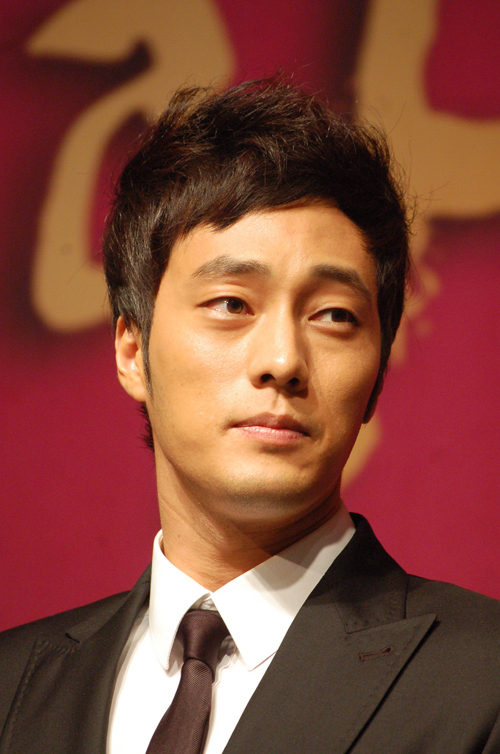
So Ji-sub interpreta il generale Ari/Kang In-chul.
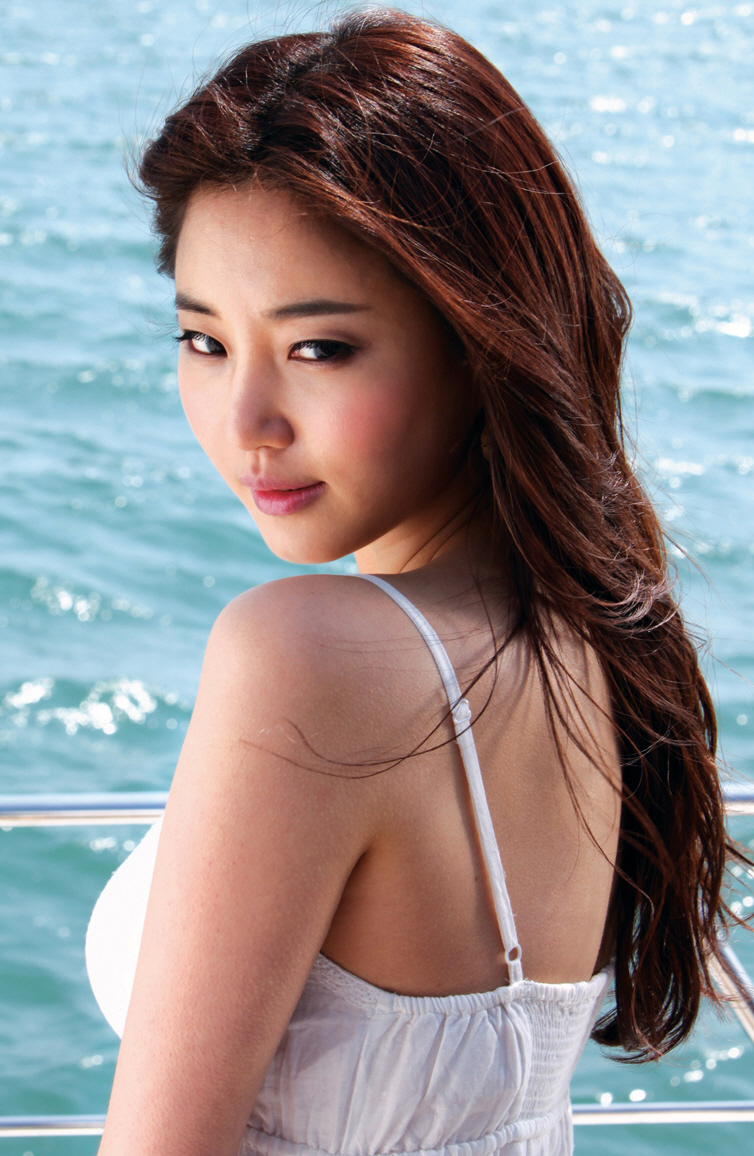
Kim Sa-rang interpreta Geum-hwa/Go Eun-bi.

## Colonna sonora
1. Intro
2. I Really... (내가 너무...) – Kim Jin-pyo e Kim Jo-han
3. In You (그대안에서)
4. Wanna Be
5. Don't Know (모르고 있겠지)
6. Guitar Etude #1
7. In You (Humming) (그대안에서 (Humming))
8. Monologue (From Me) (독백 (From Me))
9. .....지애
10. 천년후애
11. In You (Flute) (그대안에서 (Flute))
12. Don't Know (strumentale) (모르고 있겠)
13. 천년지애 (strumentale)

## Riconoscimenti
- 2003 - SBS Drama Awards
  - Vinto - Scelta degli internauti a Sung Yu-ri.
  - Vinto - Premio all'eccellenza, drama speciale - attore a So Ji-sub.
  - Vinto - Premio all'eccellenza, drama speciale - attrice a Sung Yu-ri.
  - Vinto - Dieci attori memorabili a So Ji-sub.
  - Vinto - Dieci attrici memorabili a Sung Yu-ri.
  - Vinto – Nuova stella a Kim Nam-jil.